# Wolfgang Steinmayr
Wolfgang Steinmayr (Innsbruck, 6 de setembro de 1944) é um ex-ciclista austríaco. Competiu na prova de estrada individual nos Jogos Olímpicos de Verão de 1972 e 1976.